# La Vall de Laguar
La Vall de Laguar – gmina w Hiszpanii, w prowincji Alicante, we wspólnocie autonomicznej Walencja, o powierzchni 23,06 km². W 2011 roku liczyła 959 mieszkańców.